# Nicolas Radziwiłł (1546-1589)
Pour l’article homonyme, voir Nicolas Radziwiłł.
Nicolas Radziwiłł (en lituanien: Mikalojus Radvila, en polonais: Mikołaj Radziwiłł), parfois appelé Nicolas VII Radziwiłł (1546–1589), maître de chasse de Lituanie (1577), staroste de Mazyr et de Merecz, voïvode de Navahroudak (1579). Il est le fils de Nicolas Radziwiłł Le Rouge et de Catherine Tomicka.

## Mariages et descendance
Il épouse en premières noces Aleksandra Wiśniowiecka, puis en secondes noces Zofia Helena Hlebowicz Połońska.
Il a trois enfants:
- Catherine
- Georges
- Sophie (pl)

## Sources
- Notices d'autorité :   - VIAF
  - Pologne

- (pl) Cet article est partiellement ou en totalité issu de l’article de Wikipédia en polonais intitulé « Mikołaj Radziwiłł (1546-1589) » (voir la liste des auteurs).